# Мало Млачево
Мало Млачево (словен. Malo Mlačevo) — поселення в общині Гросуплє, Осреднєсловенський регіон, Словенія. Висота над рівнем моря: 333,2 м.